# Southern Comfort (película)
La presa es una película estadounidense de 1981 de acción y terror dirigida por Walter Hill. Fue protagonizada por Keith Carradine, Powers Boothe, Fred Ward, T. K. Carter, Franklyn Seales y Peter Coyote. La película, ambientada en 1973, presenta a un equipo de la Guardia Nacional en los pantanos bayou que tendrán que enfrentarse a una amenaza inesperada.

## Argumento
Un equipo de nueve soldados de la Guardia Nacional está de maniobras de fin de semana en los pantanos bayou. Los PFC Spencer (Carradine) y Hardin (Boothe) pronto se dan cuenta de que su tropa de soldados no profesionales son una chusma de bravucones.
Los nueve soldados se pierden en los siniestros pantanos de Luisiana y encuentran unas piraguas. Al dirigente del equipo, Sargento Poole (Peter Coyote), no se le ocurre mejor idea que tomar las piraguas sin pedir permiso, además cuando los dueños (unos tramperos Cajun) regresan el cretino PFC Stuckey finge dispararles con su ametralladora,  los Cajuns se asustan y disparan al grupo matando al sargento. Ha comenzado la pesadilla.
El Sgt. Casper (Les Lannom) - El estricto, novato, e impopular segundo-al-mando ordena al equipo continuar su "misión", pero el único al ser unas maniobras el único que tiene balas reales es Reece (Ward) que las trajo para cazar. Casper divide la munición y llegan a la cabaña de un cajún (Brion James), que habla sólo francés. Casper le arresta y queman su cabaña.
Los soldados se sienten cada vez más acechados y sus peores temores se confirman cuando los Cajuns sueltan a sus perros de presa tras ellos. Mientras huyen el Pvt. Cribbs (T.K. Carter) muere al empalarse en una trampa. A la mañana siguiente, Reece tortura al prisionero cajún. Hardin descubre esto e intenta pararlo. Ambos soldados entran en una lucha a muerte con bayonetas, Hardin gana y en la confusión el cajún escapa.
Los soldados van cayendo poco a poco: Stuckey se ahoga en arenas movedizas, Casper, Simms y Bowden son asesinados por los cazadores Cajunes.
En un puente el cajún de la cabaña aconseja a Spencer y Hardin que escapen mientras puedan, en agradecimiento por salvarle de los otros soldados les señala la dirección. 
Siguiendo su consejo llegan a un pintoresco pueblo de cajunes pacíficos, pero poco después llegan también los cazadores que les han perseguido. Tras librarse de ellos a duras penas consiguen llegar a la carretera justo a tiempo para ver un camión del Ejército de EE. UU. Ambos se miran: han conseguido sobrevivir.

## Reparto
- Keith Carradine: Spencer
- Powers Boothe: Charles Hardin
- Fred Ward: Lonnie Reece
- Franklyn Seales: Simms
- T.K. Carter: Tyrone Cribbs
- Lewis Smith: Stuckey
- Les Lannom: Casper
- Peter Coyote: Crawford Poole
- Alan Autry: Bowden
- Brion James: el manco
- Sonny Landham: cazador
- Allan Graf: cazador
- Ned Dowd: cazador
- Rob Ryder: cazador

## Producción

### Desarrollo
El primer guion fue escrito en 1976. Se titulaba provisionalmente como el título que recibió en España: La Presa.
El argumento se parece al de la anterior película del director, Los Guerreros, un grupo de guerreros perseguidos por un número grande de enemigos a través de un territorio traidor para lograr llegar a su casa; en aquel caso, Coney Isla. El arquetipo literario para esta película puede ser encontrado en el Anabasis de Xenophon. El Anabasis cuenta la historia de los Diez mil, un ejército de mercenarios griegos que habían luchado para Cyrus el más Joven en su intento de usurpar el trono del Imperio persa de su hermano, Artaxerxes II. Cuándo Cyrus murió en la Batalla de Cunaxa, los griegos estuvieron forzados a huir.
Según Hill, él y David Giler tuviernon un trato con la 20th Century Fox para "adquirir y desarrollar guiones interesantes y comerciales que podrían ser producidos con poco dinero. Alien (1979) era uno de ellos, y La Presa era otro . Quisimos hacer una historia de supervivencia en Luisiana."
Contrataron al escritor, Michael Kane, para hacer un borrador qué Giler y Hill reescribieron. Según Hill, "Ningún estudio lo quiso hacer, pero un tipo independiente relacionado con Fox lo financió."
La película estuvo financiada por Cinema Group, una compañía al mando de William J. Immerman, cuya cabeza de producción era Venetia Stevenson, hija del director Robert Stevenson. 
Power Boothe fue elegido después de que Hill y Giler le vieron en la miniserie Guyana Tragedy .
Hill dijo que el personaje de Keith Carradine es más elegante y despreocupado mientras que el de Boothe es más racional y como resultado no se puede creer que esto les este sucediendo a ellos.

### Rodaje
La película fue rodada en Luisiana en 55 días en la zona de Caddo Lake.
La película cuenta con una atmosférica música compuesta por Ry Cooder. La canción "Parlez Nous à Boire," es cantada durante la escena al final de la película, por el músico Cajun Dewey Balfa. La película dio su primer papel importante a muchos conocidos actores como Fred Ward y Peter Coyote.
Powers Boothe recuerda que el rodaje fue realmente duro, sobre todo para los cámaras que tenían que cargar con ellas por el lodo del pantano.

## Recepción
Walter Hill se asombró de que la recepción fuese mucho mejor en el resto del mundo que en América
Hill añade que la película "no hizo un jodido centavo."
En el sitio web Tomates Podrido la película ha recibido una recepción positiva de críticos con un índice global del 88%. Roger Ebert lo valoró con 3 estrellas." Algunos críticos achacan lo peor del film a sus muchas semejanzas con la película de John Boorman de 1972 Deliverance.

## Versión manipulada iraní
La película estuvo manipulada por la televisión iraní estatal IRIB. En su versión es el gobierno de EE. UU. quien planea matar a sus propios soldados que no quieren ir a la Guerra de Vietnam enviandolos a una trampa en los pantanos.  Spencer y Hardin se supone que también mueren en esta extraña versión.